# سید محمدنقی شاهرخی
سید محمدنقی شاهرخی خرم‌آبادی (متولد ۱۳۱۳ در خرم‌آباد _ درگذشته ۷ آذر ۱۳۹۵ در قم)، روحانی شیعه ایرانی و نماینده لرستان در سومین و چهارمین دوره مجلس خبرگان رهبری و اولین دوره مجلس شورای اسلامی بود.

## تحصیلات
او قرآن و دروس ابتدایی و ریاضیات متداول آن زمان را نزد پدر خویش فرا گرفته و در سال ۱۳۲۷ شمسی به حوزه علمیه بروجرد وارد شد و دروس مقدماتی را نزد علمایی همچون میرزا لطف‌الله و فیضیان و جواهری خواند.
شاهرخی سال ۱۳۲۹ به قم رفته و اساتید او در دروس مقدماتی عبارت بودند از: سید شهاب الدین مرعشی‌نجفی، محمدصدوقی‌ یزدی، فکوری، عبدالکریم حائری، مجاهدی و سید محمد باقر سلطانی‌
او دروس خارج فقه و اصول را نزد سید حسین طباطبایی بروجردی، سید روح الله خمینی، سیدمحمدمحقق داماد و سید محمد رضا گلپایگانی گذراند همچنین ایشان اسفار و شفا را نزد سید محمد حسین طباطبایی خواند.
قریب ۱۲ سال در دروس فقه و اصول روح‌الله خمینی نیز شرکت داشته شفای بوعلی و قسمت اعظم اسفار و بخشی از تفسیر را از سیدمحمد حسین طباطبایی استفاده کرد. شاهرخی تاییدیه اجتهادشان را سال ۱۳۴۰ از  مرتضی حائری یزدی دریافت کرد.

## تدریس
ایشان در زمان بروجردی، رسائل، مکاسب و کفایه اسفار و شفا را تدریس می‌نمودند.
در سال‌های اخیر نیز کلاس‌های ادبیات، اخلاق، منطق، فلسفه، خارج اصول و فقه را برای طلاب خارجی برگزار می‌کردند.

## سوابق مبارزاتی
با شروع فعالیت‌های روح‌الله خمینی در سال ۱۳۴۲ شاهرخی نیز فعالیتی‌های سیاسی خود را آغاز کرد و در این راه سه بار به زندان افتاد که آخرین مرحله در هجدهم ماه رمضان سال ۱۳۵۷ شمسی پس از سخنرانی در مسجد ارک تهران بود که راهی زندان کمیته مشترک ضد خرابکاری شدند و در آن‌جا با شخصیت‌هایی همچون روحانی، سید عبدالحسین دستغیب، یحیی نوری و فلسفی همراه بودند. شاهرخی همچنین در گسترش فعالیت های سیاسی و مبارزاتی اش در  بروجن و شهرکرد، با سید عطاءالله احمدی همکاری بسیاری داشت

## برخی مسئولیت‌ها پس از انقلاب
- امام جمعه خرم‌آباد
- نماینده خرم‌آباد در اولین دوره مجلس شورای اسلامی
- نماینده تام‌الاختیار سید روح‌الله خمینی در بروجرد و بروجن[۲]
- نماینده لرستان در سومین و چهارمین دوره مجلس خبرگان رهبری
- نماینده رهبری در کشورهای جنوب شرق آسیا (تایلند، میانمار، بنگلادش، سریلانکا، هند)
- عضو مجمع جهانی اهل البیت (ع)
- عضو مجمع جهانی تقریب مذاهب اسلامی

## آثار
- خاطرات سید محمدنقی شاهرخی خرم‌آبادی
- صلوات الجماعه
- نماز مسافر
- سلسله دروسی از خارج اصول
- عدم تحریف قرآن

## درگذشت
او سرانجام پس از گذراندن یک دوره کوتاه بیماری و بستری شدن در بیمارستانی در قم، در شامگاه روز یکشنبه هفتم آذرماه ۱۳۹۵ شمسی در سن ۸۲ سالگی فوت کرد.